# Travelcard Zone 6
Travelcard Zone 6 è la sesta zona tariffaria del Transport for London usata per calcolare il costo del biglietto per un viaggio sulla rete della Metropolitana di Londra. Nel Travelcard zonal system, Londra è divisa in nove zone (approssimativamente concentriche) che servono a determinare il costo di un Travelcard. Le zone sono anche usate per calcolare il costo di una singola corsa sulla rete della Metropolitana e sulla Docklands Light Railway. Per poter però usufruire anche di altri mezzi pubblici come tram e bus occorre però un altro tipo di biglietto. Ogni tipologia di biglietto può essere caricata sulla Oyster Card che consente di poter viaggiare con un solo biglietto su tutta la rete dei trasporti pubblici della Greater London.

## Stazioni
Le seguenti stazioni sono inserite nella Zona 6:
| Stazione                   | Borough              | Gestore                               | Note                                                                            |
| -------------------------- | -------------------- | ------------------------------------- | ------------------------------------------------------------------------------- |
| Barnehurst                 | Bexley               | Southeastern                          |                                                                                 |
| Banstead                   | Reigate and Banstead | Southern                              | Fuori dalla Greater London ma inclusa in questa zona                            |
| Bexley                     | Bexley               | Southeastern                          |                                                                                 |
| Caterham                   | Tandridge            | Southern                              | Fuori dalla Greater London ma inclusa in questa zona                            |
| Chelsfield                 | Bromley              | South Eastern Trains                  |                                                                                 |
| Chessington North          | Kingston             | South West Trains                     |                                                                                 |
| Chessington South          | Kingston             | South West Trains                     |                                                                                 |
| Chipstead                  | Reigate and Banstead | Southern                              | Fuori dalla Greater London ma inclusa in questa zona                            |
| Coulsdon South             | Croydon              | Southern                              |                                                                                 |
| Crayford                   | Bexley               | Southeastern                          |                                                                                 |
| Crews Hill                 | Enfield              | First Capital Connect                 |                                                                                 |
| Debden                     | Epping Forest        | London Underground                    | Fuori dalla Greater London ma inclusa in questa zona                            |
| Elm Park                   | Havering             | London Underground                    |                                                                                 |
| Elstree & Borehamwood      | Hertsmere            | First Capital Connect                 | Fuori dalla Greater London ma inclusa in questa zona                            |
| Emerson Park               | Havering             | National Express East Anglia          |                                                                                 |
| Enfield Lock               | Enfield              | National Express East Anglia          |                                                                                 |
| Epping                     | Epping Forest        | London Underground                    | Fuori dalla Greater London ma inclusa in questa zona                            |
| Epsom Downs                | Reigate and Banstead | Southern                              | Fuori dalla Greater London ma inclusa in questa zona                            |
| Erith                      | Bexley               | Southeastern                          |                                                                                 |
| Ewell East                 | Epsom and Ewell      | Southern                              | Fuori dalla Greater London ma inclusa in questa zona                            |
| Ewell West                 | Epsom and Ewell      | South West Trains                     | Fuori dalla Greater London ma inclusa in questa zona                            |
| Feltham                    | Hounslow             | South West Trains                     |                                                                                 |
| Fulwell                    | Richmond             | South West Trains                     |                                                                                 |
| Gidea Park                 | Havering             | National Express East Anglia          |                                                                                 |
| Hadley Wood                | Enfield              | First Capital Connect                 |                                                                                 |
| Hampton                    | Richmond             | South West Trains                     |                                                                                 |
| Hampton Court              | Elmbridge            | South West Trains                     | Fuori dalla Greater London ma inclusa in questa zona                            |
| Hampton Wick               | Richmond             | South West Trains                     |                                                                                 |
| Harold Wood                | Havering             | National Express East Anglia          |                                                                                 |
| Hatch End                  | Harrow               | London Overground                     |                                                                                 |
| Hatton Cross               | Hillingdon           | London Underground                    | Anche in Travelcard Zone 5                                                      |
| Heathrow Terminals 1, 2, 3 | Hillingdon           | London Underground                    |                                                                                 |
| Heathrow Terminal 4        | Hillingdon           | London Underground                    |                                                                                 |
| Heathrow Terminal 5        | Hillingdon           | London Underground & Heathrow Express |                                                                                 |
| Hillingdon                 | Hillingdon           | London Underground                    |                                                                                 |
| Hornchurch                 | Havering             | London Underground                    |                                                                                 |
| Ickenham                   | Hillingdon           | London Underground                    |                                                                                 |
| Kenley                     | Croydon              | Southern                              |                                                                                 |
| Kingston                   | Kingston             | South West Trains                     |                                                                                 |
| Kingswood                  | Reigate and Banstead | Southern                              | Fuori dalla Greater London ma inclusa in questa zona                            |
| Knockholt                  | Bromley              | Southeastern                          |                                                                                 |
| Loughton                   | Epping Forest        | London Underground                    | Fuori dalla Greater London ma inclusa in questa zona                            |
| Moor Park                  | Three Rivers         | London Underground                    | Fuori dalla Greater London ma inclusa in questa zona Anche in Travelcard Zone 7 |
| Northwood                  | Hillingdon           | London Underground                    |                                                                                 |
| Northwood Hills            | Hillingdon           | London Underground                    |                                                                                 |
| Orpington                  | Bromley              | South Eastern Trains                  |                                                                                 |
| Purley                     | Croydon              | Southern                              |                                                                                 |
| Purley Oaks                | Croydon              | Southern                              |                                                                                 |
| Rainham                    | Havering             | c2c                                   |                                                                                 |
| Reedham                    | Croydon              | Southern                              |                                                                                 |
| Riddlesdown                | Croydon              | Southern                              |                                                                                 |
| Romford                    | Havering             | National Express East Anglia          |                                                                                 |
| Ruislip                    | Hillingdon           | London Underground                    |                                                                                 |
| Ruislip Manor              | Hillingdon           | London Underground                    |                                                                                 |
| Sanderstead                | Croydon              | Southern                              |                                                                                 |
| Slade Green                | Bexley               | Southeastern                          |                                                                                 |
| Smitham                    | Croydon              | Southern                              |                                                                                 |
| Surbiton                   | Kingston             | South West Trains                     |                                                                                 |
| St Mary Cray               | Bromley              | Southeastern                          |                                                                                 |
| Tadworth                   | Reigate and Banstead | Southern                              | Fuori dalla Greater London ma inclusa in questa zona                            |
| Tattenham Corner           | Reigate and Banstead | Southern                              | Fuori dalla Greater London ma inclusa in questa zona                            |
| Teddington                 | Richmond             | South West Trains                     |                                                                                 |
| Thames Ditton              | Elmbridge            | South West Trains                     | Fuori dalla Greater London ma inclusa in questa zona                            |
| Theydon Bois               | Epping Forest        | London Underground                    | Fuori dalla Greater London ma inclusa in questa zona                            |
| Turkey Street              | Enfield              | National Express East Anglia          |                                                                                 |
| Upminster                  | Havering             | c2c                                   |                                                                                 |
| Upminster Bridge           | Havering             | London Underground                    |                                                                                 |
| Upper Warlingham           | Tandridge            | Southern                              | Fuori dalla Greater London ma inclusa in questa zona                            |
| Uxbridge                   | Hillingdon           | London Underground                    |                                                                                 |
| West Drayton               | Hillingdon           | First Great Western Link              |                                                                                 |
| West Ruislip               | Hillingdon           | Chiltern Railways                     |                                                                                 |
| Whyteleafe                 | Tandridge            | Southern                              | Fuori dalla Greater London ma inclusa in questa zona                            |
| Whyteleafe South           | Tandridge            | Southern                              | Fuori dalla Greater London ma inclusa in questa zona                            |
| Woodmansterne              | Croydon              | Southern                              |                                                                                 |

## Zone tariffarie
Esistono due tipi di tariffe disponibili per i viaggiatori della Zone 6: Travelcard (biglietto cartaceo) e Oyster pay as you go. La tariffa Oyster pay as you go è basata sulla distanza e sull'orario in cui si viaggia mentre la Travelcard tiene conto soltanto delle zone in cui si viaggia. Le tariffe per viaggiare verso o dalla Zone 6 sono le seguenti:
|                                    | Zona 1 | Zona 2 | Zona 3 | Zona 4 | Zona 5 | Zona 6 | Zona 7 | Zona 8 | Zona 9 |
| ---------------------------------- | ------ | ------ | ------ | ------ | ------ | ------ | ------ | ------ | ------ |
| Travelcard Biglietto o Oyster      | £4     | £3     | £4     | £3     | £3     | £3     | £3     | £3     | £3     |
| Oyster Da lun. a ven.: 7-19        | £3.50  | £1.80  | £2.50  | £1     | £1     | £1     | £1.50  | £2     | £2     |
| Oyster Da lun. a ven.: altri orari | £2     | £2     | £1     | £1     | £1     | £1     | £1     | £1     | £1     |

Queste tariffe non vengono applicate da tutte le Compagnie ferroviarie operanti sul National Rail. Occorre consultare i singoli siti web delle stesse.